# マルグリット・ケネディ
マルグリット・ケネディ (1939年11月21日 - 2013年12月28日,  Steyerberg)は、ドイツの建築家・環境運動家で、金利制度を批判し補完通貨運動を推奨。

## 経歴
ケネディは当初は建築家であったが、環境に配慮した建築が経済的理由で建築されない現状から現在の経済システムに疑問を投げかけ、代表作「インフレとも金利とも無縁な貨幣」において、複利に基づいた現在の通貨システムの非持続可能性およびそれによる貧富の格差の拡大を指摘し、そうではない通貨システムとして補完通貨の推進活動に取り組んだ。